# Sant'Andrea Forisportam
Sant'Andrea Forisportam je katolický kostel v Pise, stojící na via Palestro.
Kostel byl založen nejpozději roku 1104 a jeho jméno je odvozeno z polohy za branou městského opevnění (fuori della porta) Pisy.
Kostel byl farností do konce roku 1839, také pod jurisdikcí San Pietro in Vinculis. V tomto roce byl odsvěcen a toto místo mělo být využito jako rybí trh. Tento projekt se ale neuskutečnil a kostel podstoupil v následujících letech rekonstrukci.
Roku 1847 se stal sídlem Unione del Sacro Cuore di Maria Santissima per la Conversione dei Peccatori.
Budova byla poškozena během druhé světové války, poté zrestaurována a otevřena veřejnosti roku 1948.
Budova je trojlodní, postavená z kamene. Fasáda je členěna třemi portály a je zdobena islámskými keramickými obklady z 11. až 12. století (kopie, originály v Museo di San Matteo). Interiér, rekonstruovaný v 19. století, uchovává sloupy se starověkými římskými hlavicemi.
V současnosti je odsvěcen a používán k divadelním představením.